# Marquesado de Iria Flavia
El marquesado de Iria Flavia es un título nobiliario español creado por el rey Juan Carlos I de España el 17 de mayo de 1996 a favor de Camilo José Cela y Trulock, por su cultivo de la lengua castellana y su extraordinaria colaboración literaria reconocida universalmente, incluso con el Premio Nobel de Literatura de 1989.

## Denominación
Su denominación hace referencia a la parroquia de Iria Flavia, en Padrón, en la provincia de La Coruña, lugar de nacimiento del primer marqués.

## Armas

Escudo de armas de merced nueva del I marqués de Iria Flavia.

De merced nueva.

## Marqueses de Iria Flavia
|                            | Titular                          | Periodo                    |                            |
| Creación por Juan Carlos I | Creación por Juan Carlos I       | Creación por Juan Carlos I | Creación por Juan Carlos I |
| -------------------------- | -------------------------------- | -------------------------- | -------------------------- |
| I                          | Camilo José Cela y Trulock       | 1996-2002                  |                            |
| II                         | Camilo José Arcadio Cela y Conde | 2003-actual titular        |                            |

## Historia de los marqueses de Iria Flavia
- Camilo José Cela y Trulock, I marqués de Iria Flavia.

1. Casó en primeras nupcias con María del Rosario Conde y Picavea, docente de formación,[2] y tuvo descendencia de este matrimonio, y casó en segundas nupcias con la periodista Marina de la Concepción Castaño y López que se convirtió en marquesa consorte de Iria Flavia. A su muerte en 2002, le sucedió su único hijo de su primer matrimonio; su viuda tuvo derecho a utilizar el título honorífico de «marquesa viuda de Iria Flavia» hasta que contrajo matrimonio por tercera vez con Enrique de Puras y Mallagray.[3]

- Camilo José Arcadio Cela y Conde, II marqués de Iria Flavia, sucedió a su padre en el marquesado.[4]

1. Se casó en primeras nupcias en 1970 con la asesora artística María del Carmen Mateu y Ramonell y no tuvo descendencia de este matrimonio.[5][6] Contrajo un segundo matrimonio con Gisele Marie Marty y Broquet, catedrática de Psicología del Arte en la Universidad de las Islas Baleares, con descendencia de este matrimonio.[7][8][9] En terceras nupcias se casó con Cristina Rincón y Ruiz, traumatóloga, sin descendencia de este matrimonio.[10][11][12]